# 今井清一
今井清一（日语：／ Imai Seiichi */?，1924年2月7日—2020年3月9日），日本历史学家，横浜市立大学名誉教授。

## 生平
群馬縣前橋市出身。先后毕业于群馬縣立前橋中学校和第一高等學校。1942年入读东京帝国大学法学部政治学科，1945年9月毕业。1947年入读东京帝国大学大学院，师从丸山真男。1952年开始在横浜市立大学任教，1955年任助教授、1960年升任教授。1991年任湘南国际女子短期大学教授。知名于对日本近现代政治史和横浜本地史的研究。1956年，今井清一作为《昭和史》的共著者，与文艺评论家龟井胜一郎等之间展开论争，史称“昭和史论争”。代表作《日本近代史·第二卷》叙述了从日俄战争至九一八事变前夜的历史。2010年获第16届横浜文学奖。2013年获神奈川文化奖。2020年3月9日因肺炎逝世，终年96岁。

## 中文译本
- 今井清一. . 由杨孝臣、郎唯成、杨树人翻译. 商务印书馆. 1983年11月. 据岩波書店1977年12月版译出